# Acmadenia tenax
Acmadenia tenax är en vinruteväxtart som beskrevs av I. Williams. Acmadenia tenax ingår i släktet Acmadenia och familjen vinruteväxter. Inga underarter finns listade i Catalogue of Life.